# イジドール・メイエール
イジドール・メイエール（Isidore Meyers、1836年2月14日 - 1916年12月23日）は、ベルギーの画家である。風景画を描いた。

## 略歴
アントウェルペンで税関の職員の息子に生まれた。アントウェルペン王立芸術アカデミーで風景画家のヤコブ・ヤコブスに学んだ。
、
1855年から1858年の間はパリに修行にでて、同郷の画家アドリアン・ヨーゼフ・ハイマンス（Adriaan Jozef Heymans: 1839-1921）とともにバルビゾン派の画家たちと出会い、新しい風景画のスタイルを学んだ。メイエールはシャルル＝フランソワ・ドービニー（1817-1878）やカミーユ・コロー（1796-1875）といった画家から影響を受けた。帰国後、湿原の多いカンピーヌ地方で絵を描き、1877年までカルムトハウト(Calmpthout)で活動し、ジャック・ロゼール（Jacques Rosseels: 1828-1912）といった画家と「カルムトハウト派」と呼ばれる画家のグループが形成された。
国外やアントウェルペンで活動した後、1889年からブリュッセルに住んだ。
風景画を描き、メイエールとハイマンスはフェルディナンド・デ・ブラーケレール（1792-1883）やヘンドリク・レイス（1815-1869）、アンリ・デ・ブラーケレール（1840-1888）といったベルギーの保守的なアカデミック美術の画家たちと対立した最初期の画家の一人になった。1891年に、エミール・クラウスらのアントウェルペンの画家たちによって創立された「 De XIII（13人展）」の展覧会にも出展した。
1916年にブリュッセルで没した。

## 作品

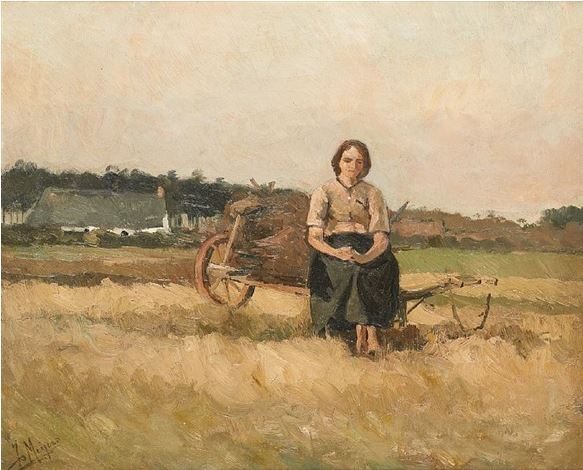
田園での休息
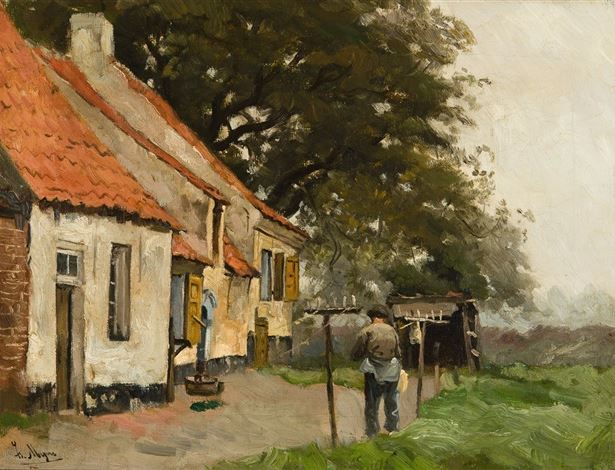
縄造り職人
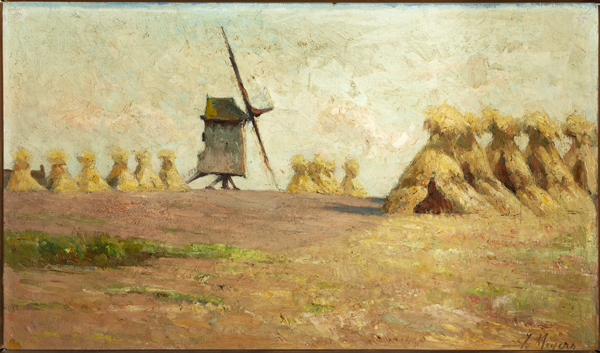
風車のある風景
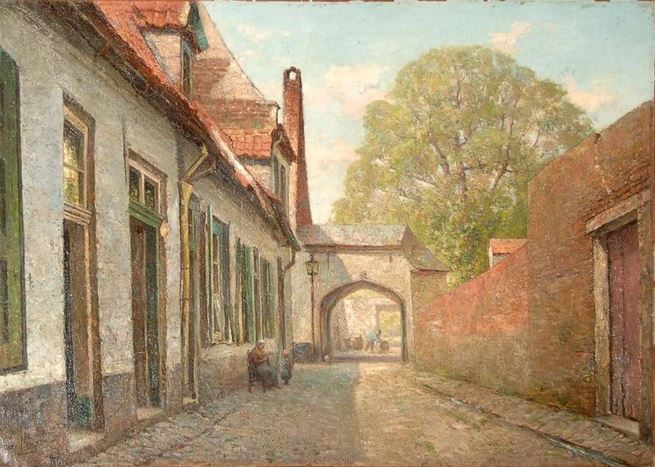
街並み